# Adolf Hoffmeister
Adolf Hoffmeister (Praga, 15 de agosto de 1902-Říčky; 24 de julio de 1973), caricaturista, ilustrador, publicista, poeta, autor de libros de viajes y diplomático checo. 

## Biografía
Nació en Praga, en un ambiente intelectual cultivado, su padre era abogado y su tío era el compositor y pedagogo Karel Hoffmeister.
En los años 1912-1921 estudió en la escuela Real Gymnasium de la calle Křemencova de Praga, donde se conocieron la mayoría de los futuros miembros del grupo vanguardista Devětsil. Cuando se fundó Devětsil el 5 de octubre de 1920, Adolf Hoffmeister se convirtió en su miembro más joven y, al mismo tiempo, en directivo. Tras licenciarse, continuó sus estudios en la Facultad de Derecho de la Universidad Carolina de Praga, que completó en 1925 con la obtención del doctorado. En el semestre de verano de 1924 estudió Egiptología en la Universidad de Cambridge.

## Trayectoria
A partir de 1917 comenzó a escribir poemas, que publicó primero en revistas bajo diversos seudónimos, y se dedicó al dibujo y al linograbado. En 1922 publicó el primer libro de poemas y prosa, participó con diecisiete obras en la exposición de primavera Devětsil y ese mismo año viajó a París. Conoció a artistas como Man Ray y Ossip Zadkin. Abandonó el grupo Devětsil y se unió a un grupo de artistas denominado "Nuevo Grupo". En el periodo siguiente se dedicó a las caricaturas, que enviaba a Lidové noviny.
En 1927 realizó su primera exposición individual en la sala de exposiciones Odeon. En abril de 1927, el poeta Vladimir Mayakovsky vivió con él durante su estancia en Praga. Junto con Nezval, acompañó en Praga al poeta francés Philippe Soupault y al editor Léon Pierre-Quint. Miroslava Holzbachová representó el ballet Park de Hoffmeister con música de Jaroslav Ježek en Umělecká beseda y su comedia se estrenó en el Osvobozené divadlo, La novia dirigida por Jindřich Honzl. El fotógrafo de la representación fue Jaroslav Rössler. Comenzó la colaboración permanente de Hoffmeister con Voskovec, Werich y Ježek, para los que preparó programas y carteles y dibujó numerosas caricaturas.
En 1928 celebró su primera exposición individual en París (Visages par Adolf Hoffmeister) en la Galerie d'Art Contemporain y una reedición de esta exposición en la Galerie l'Epoque de Bruselas.El éxito de la exposición le abrió la posibilidad de colaborar con la prensa extranjera, especialmente con el periódico L'Intransigeant. Se convirtió en miembro del comité del PEN club de Praga. Desde 1929 fue miembro de la organización progresista de intelectuales checos Frente de Izquierda.
En 1930, el editor Otakar Storch-Marien le envió de viaje por Europa para entrevistar a importantes personalidades de la cultura europea e ilustrarlas con sus caricaturas. Hoffmeister se entrevistó con Tristan Tzara, James Joyce, Le Corbusier, André Gide, Paul Valéry, Georg Grosz, G.K. Chsterton, etc. El libro de entrevistas Write As You Hear se publicó en 1931.
Se convirtió en uno de los artistas de la llamada Unión de Bellas Artes de Mánes, cuando se les ofreció plena libertad artística. Viajó con Bedřich Feuerstein a la Unión Soviética y conoció a muchas personalidades de la cultura, como Anatoly Lunacharsky, Akexander Tairov, Ervin Piscator, Hannes Meyer y, a su regreso, en Leningrado, a George Bernard Shaw y Aldous Huxley.
Después de haber estado en los años 30 en Alemania trabajando con la revista satírica Simplicissimus, los nazis convirtieron la línea de la revista en una revista de entretenimiento. Hoffmeister participó en la publicación del semanario antifascista "Simplicus", luego "Simpl" en Praga, junto con emigrantes alemanes como John Heartfield.Viajó a España cuando la Guerra Civil estaba a punto de estallar y se convirtió en miembro del Comité de Ayuda a la España Democrática.
Al estallar la Segunda Guerra Mundial, se exilió a los Estados Unidos, donde publicó artículos contra el fascismo y caricaturas políticas. Allí escribió también “La Flauta del Ciego”, sobre la aldea checa de Lídice, arrasada por los nazis.
Después de regresar a Checoslovaquia, desempeñó altos cargos en el nuevo régimen comunista. En 1968, tras la invasión de las tropas soviéticas y el final de la Primavera de Praga, se apartó definitivamente de la vida política y social.
Fue libretista de la ópera infantil Brundibár, de Hans Krása, que fue interpretada numerosas veces por los niños en el campo de concentración de Theresienstadt.
Hoffmeister murió de un ataque al corazón el 24 de julio de 1973 en su casa de campo de Říčky.

## Fuente
- Biografía (en alemán) Archivado el 30 de diciembre de 2012 en Wayback Machine.